# 女王 (2022年電影)
《女王》（英語：The Woman King）是一部2022年美國歷史史詩片，改編自真實故事，講述达荷美王国的全女性軍隊達荷美亞馬遜與侵犯領土及榮耀的敵人作戰。電影由吉娜·普林斯-拜斯伍德執導並與黛娜·史蒂文斯合作編劇，取自玛丽亚·贝罗的構思。主演陣容包括薇拉·戴維絲、圖索·姆貝杜、拉沙娜·林奇、席拉·亞汀和約翰·波耶加；戴維絲及貝羅亦身兼監製。
《女王》2022年9月9日登上2022年多倫多國際影展首映，後由索尼影視發行定檔2022年9月16日在美國上映。這部電影獲得了媒體與評論家的正面評價，媒體與評論家稱譽其導演、格鬥編舞、服裝、製作設計和表演，但在劇本、攸關暴力情節、包含愛情的次要情節則不若前項目受歡迎。電影亦被歷史學者指稱出現歷史刻劃的錯誤與曲解。美國電影學會將該片列為2022年十大最佳電影名單之一，薇拉·戴維絲亦入圍第76屆英國電影學院獎、第80屆金球獎、第29屆美國演員工會獎、第28屆評論家選擇獎等。

## 劇情
1823年，奧約帝國與馬希人合作，入侵達荷美王國的村落，囚禁達荷美人民與馬希人，進行奴隸販賣。娜妮絲卡將軍領著女子軍團「阿勾傑」，了結和奧約勾結的馬希人，並解救奴隸。納薇不願意被賣出、臣服於男性，於是養父將她獻給國王。娜妮絲卡、伊佐琪以及阿梅薩祭司，帶領著納薇以及芳貝等一眾被解放的女性，進行成為阿勾傑的訓練。
奧約佔據原本屬於達荷美領地的港口，和歐洲國家進行貿易。娜妮絲卡嘗試說服蓋佐國王停止參與奴隸販賣，改為出口橄欖油；但蓋佐的妃子香緹為掌握權力，而持反對意見。娜妮絲卡認出奧約的奧巴·阿迪將軍，就是過去曾經性侵她的男性，因此拒絕拿阿勾傑戰士與之交換。
葡萄牙的黑奴貿易商桑杜·費雷拉與擁有達荷美血統的馬立克造訪達荷美王國時，納薇與馬立克對彼此傾心。納薇在測驗中拔得頭籌，正式成為阿勾傑的戰士。娜妮絲卡遭性侵後，曾經生下一名嬰孩，當時她將一塊鯊齒埋進嬰孩的手臂，而那嬰孩正是納薇。奧約集結其他部落，準備攻打達荷美，但因馬立克事先向納薇通報，達荷美才得以提前準備應戰。
奧約突襲達荷美失敗，便俘虜受傷的納薇、伊佐琪等女戰士。納薇與伊佐琪在被拍賣時，嘗試脫逃，伊佐琪卻意外中槍身亡，馬立克則為保全納薇而買下她。蓋佐國王打算命娜妮絲卡為珂熙托，但娜妮絲卡為拯救同伴，不顧蓋佐國王的命令，獨自前往港口，部分阿勾傑戰士與大臣決定追隨她的腳步。
達荷美戰勝歐洲人與奧約士兵，解放了受困的奴隸，馬立克也放走了桑杜的奴隸。納薇替娜妮絲卡解圍，並選擇回到達荷美，不跟隨馬立克前往歐洲。娜妮絲卡親手殺死了奧巴，終結奧約對達荷美的控制，蓋佐國王便正式宣布娜妮絲卡成為達荷美的女王——珂熙托。

## 演員
- 薇拉·戴維絲飾演娜妮絲卡將軍（General Nanisca）[13]
- 圖索·姆貝杜（英语：Thuso Mbedu）飾演納薇（Nawi）[14]
- 拉沙娜·林奇飾演伊佐琪（Izogie）[15]
- 席拉·亞汀（英语：Sheila Atim）飾演阿梅薩（Amenza）[16]
- 約翰·波耶加飾演蓋佐（英语：Ghezo）國王[17]
- 喬丹·博爾傑（英语：Jordan Bolger）飾演馬立克（Malik）
- 希羅·范恩斯·提芬飾演桑杜·費雷拉（Santo Ferreira）[18]
- 吉米·歐杜柯亞（英语：Jimmy Odukoya）飾演奧巴·阿迪將軍（General Oba Ade）
- 瑪薩莉·巴杜扎（英语：Masali Baduza）飾演芳貝（Fumbe）[18]
- 潔米·勞森（英语：Jayme Lawson）飾演香緹（Shante）[18]
- 愛卓恩·華倫（英语：Adrienne Warren）飾演歐黛（Ode）[16]
- 奇奧瑪·烏梅拉（Chioma Umeala）飾演塔拉（Tara）
- 西夫·恩蓋西（英语：Siv Ngesi）飾演大臣（The Migan）[19]
- 里安·威斯曼（Riaan Visman）飾演塔塔努（Tanonu）
- 安潔莉克·琪蒂歐飾演女性副大臣（The Meunon）[20]
- 佐茲比妮·通齊飾演艾菲（Efe）[21]
- 瑪果索·M（英语：Makgotso M）飾演伊妮亞（Iniya）[22]

## 製作

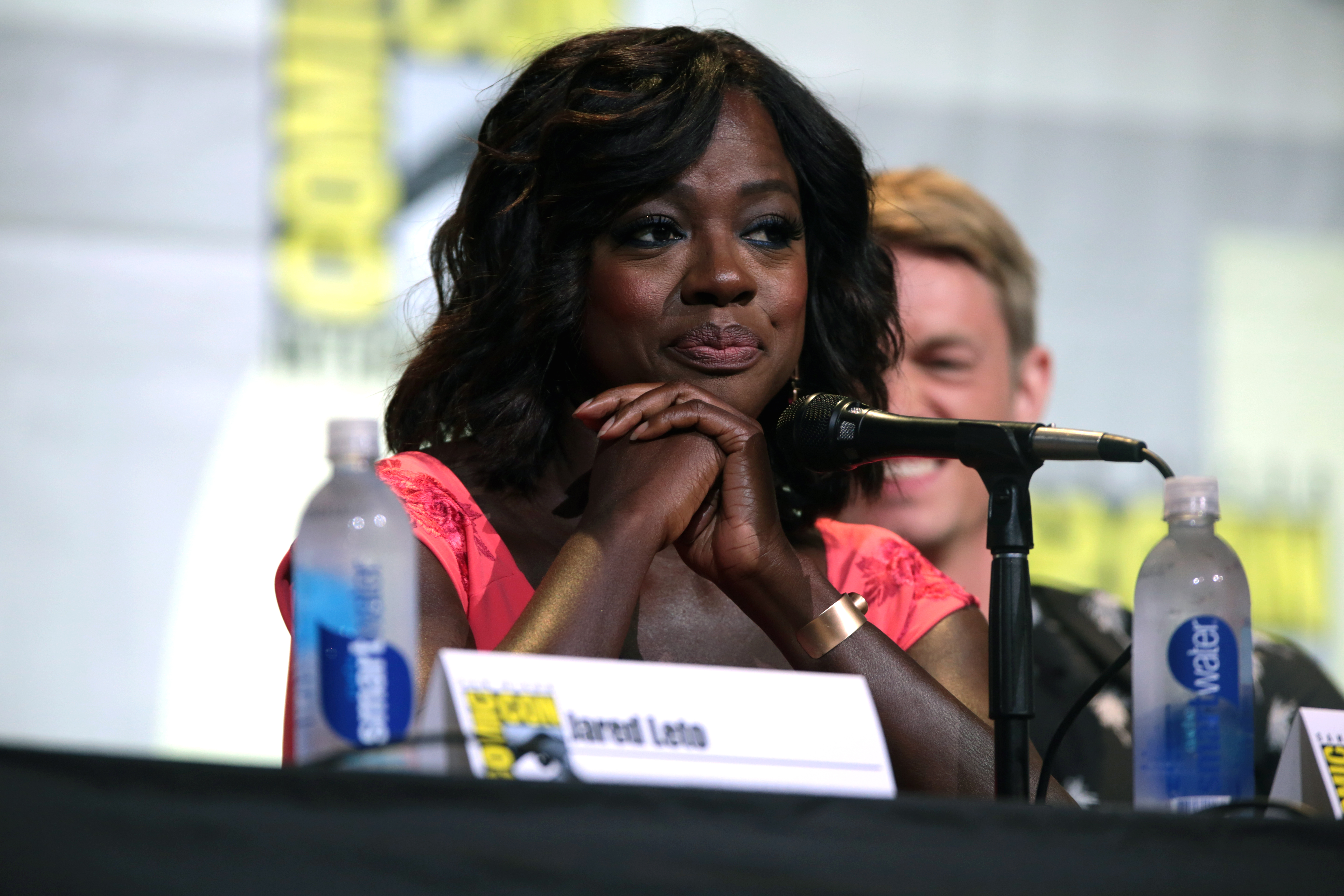
薇拉·戴維絲是首位加入演出陣容的演員

《女王》由製片人凱茜·舒爾曼和玛丽亚·贝罗開發，吉娜·普林斯-拜斯伍德與黛娜·史蒂文斯合作編劇，普林斯-拜斯伍德擔任導演。三星影业與Entertainment One聯合製作。2015年9月19日，在洛杉磯斯基爾博爾文化中心的國家婦女歷史博物館舉行的女性創造歷史獎頒獎典禮上，貝羅為演員薇拉·戴維絲頒獎；貝羅藉此機會在人群面前展示了自己對本片的想法。戴維絲回憶，看到她在這部歷史史詩中擔任主角的想法讓觀眾「為之瘋狂」。2018年3月，戴維絲和露琵塔·尼詠歐確認參演，但後者在開拍前退出。其餘的演員在2021年4月至2022年1月間揭曉。
戴維絲的角色訓練「在拍攝前幾個月展開，每天四小時、每週五天，重量訓練、短跑、武術和砍刀的武器訓練。」主要拍攝於2021年11月在南非展開，攝影指導波莉·摩根掌鏡。在後期製作中，配樂樂譜由泰倫斯·布蘭查德作曲；他之前曾與普林斯-拜斯伍德在電影《籃球之愛》（2000年）、電視劇《导火线一枪》及《傲氣籃球魂》合作。南非作曲家李柏·M為本片創作並製作了五首原創歌曲。泰瑞琳·A·什羅普郡負責剪輯，曾與普林斯-拜斯伍德在電影《永生守卫》（2020年）合作。

## 發行
《女王》2022年9月9日率先登上2022年多倫多國際影展舉行全球首映。索尼影視發行將電影排定2022年9月16日在美國上映。該片入選台北金馬影展影迷嘉年華單元，於2022年11月6日首映；臺灣索尼影業原訂於同年11月25日上映，後延期至2023年3月10日，但最終選擇撤檔。香港索尼影業原定於2022年10月27日上映，而後同樣選擇延期。臺灣、香港最終選擇於3月16日在流媒体上線。

## 反響

### 評價
《女王》獲得媒體與影評家的好評，根据評論匯總网站爛番茄汇总的222篇评论文章，95%的评论家给予该作正面评价，平均打分为7.8分（满分10分），網站共識評價寫道：「為薇拉·戴維絲歡呼！《女王》統治一切。」Metacritic根據51條評論（47條好評，4條褒貶不一），獲得總加權分數77分（滿分100分），代表「普遍好評」，網站用戶的平均評分為2.6（滿分10分）。觀眾評價方面，接受CinemaScore調查的觀眾在A+到F的評分範圍內，給這部電影平均評分為罕見的“A+”，PostTrak的調查報告顯示接受調查的觀眾給本片95%的整體正面評分。

### 票房
| 上一届： 《野蠻人》 | 2022年美國週末票房冠軍 第37週 | 下一届： 《別擔心親愛的》 |

## 外部連結
- 互联网电影数据库（IMDb）上《女王》的资料（英文）
- 豆瓣电影上《女王》的資料 （简体中文）
- 爛番茄上《女王》的資料（英文）
- Metacritic上《女王》的資料（英文）